# Saturnus (band)
Saturnus er et dansk doom metal-band, som fandt sammen i 1991, med forsangeren Thomas A.G. Jensen som omdrejningspunktet. Pladedebuten kom dog først seks år senere, i 1997, med albummet Paradise Belongs to You. Albummet fangede arrangørerne af Roskilde Festival, og bandet blev hyret til at spille på festivalen samme år. Året efter udkom mini-cdén For the Loveless Lonely Nights, som kastede en Grammy-nominering af sig. I 1999 udkom albummet Martyre, og sidste skud på stammen er The Storm Within fra 2023.
Bandets lyd har ikke gennemgået en stor udvikling, på trods af de mange år på bagen. Lyden er en blanding af tung metal, kor og strygere, og alle udgivelser indeholder både hårde og stille numre.
Blandt de mest kendte numre er "Christ Goodbye", "For Your Demons", "Starres" og "Softly on the Path You Fade".[kilde mangler]
Deres Release-party 29. november 2012 på Loppen blev livestreamet i HD som pay-per-view og efterfølgende lagt til download.

## Medlemmer
- Thomas A.G. Jensen – vokal
- Julio Ferlehr – guitar
- Brian Hansen – bas
- Henrik Glass – trommer
- Indee Rehal-Sagoo - guitar
- Mika Filborne - keyboard

### Tidligere medlemmer
- Christian Brenner – guitar
- Kim Sindahl – guitar
- Mikkel Andersen – guitar
- Morten Skrubbeltrang – guitar
- Jens Lee – guitar
- Kim Larsen – guitar
- Pouli Choir – trommer
- Henrik Glass – trommer
- Jesper Christensen – trommer
- Jesper Saltoft – trommer
- Lennart Jacobsen – bas
- Peter Heede – bas
- Morten Plenge - Trommer
- Anders Ro Nielsen - Keyboards
- Rune Stiassny - guitar

## Diskografi

### Studiealbum
- 1996: Paradise Belongs to You (Genudgivet i 2010 i digipack med hele koncerten fra Roskilde Festival 1997 som bonus CD)
- 2000: Martyre (Genudgivet i 2010 i digipack med 2 bonusnumre)
- 2006: Veronika Decides to Die
- 2012: Saturn in Ascension
- 2023: The Storm Within

### Ep'er
- 1998: For the Loveless Lonely Nights (Genudgivet i 2010 i digipack med 2 bonusnumre)

### Demoer
- 1994: Unavngivet demo
- 1996: Paradise Belongs to You (promobånd)
- 2004: Unavngivet demo

## Fodnoter
1. ↑  CoC : Saturnus : Interview
2. ↑  Anmeldelse af Saturnus: Veronika Decides to Die på Sleazehound
3. ↑  "Release-party recorded 29th of November 2012 - HD video". Arkiveret fra originalen 4. december 2012. Hentet 13. december 2012.